# میکه‌بودا
میکه‌بودا (به مجاری:  Mikebuda) یک شهرداری در مجارستان است که در ناحیه تسگلد واقع شده‌است. میکه‌بودا ۴۲٫۱۷ کیلومتر مربع مساحت و ۷۴۱ نفر جمعیت دارد.